# Tournoi de transition du championnat du Chili de football 2017
Navigation
Tournoi précédent Saison suivante
Le tournoi de transition de la saison 2017 du Championnat du Chili de football est un tournoi de la quatre-vingt-cinquième édition du championnat de première division au Chili. Il permet au championnat de prendre un rythme calqué sur l'année civile, à compter de la saison 2018.
L'ensemble des équipes est regroupé au sein d'une poule unique où elles affrontent les autres clubs une seule fois. Le vainqueur du tournoi de Clôture se qualifie pour la Copa Libertadores 2018 et est protégé de la relégation en fin de saison. 
La relégation est décidée à l'issue du tournoi. Un classement cumulé des trois derniers tournois est effectué : le dernier de ce classement dispute un barrage de promotion-relégation face à la meilleure formation de Segunda Division, la deuxième division chilienne.
C'est le club de Colo Colo qui remporte le tournoi après avoir terminé en tête du classement final, avec deux points d’avance sur l'Unión Española et trois sur le tenant du titre, le CF Universidad de Chile. C'est le trente-deuxième titre de champion du Chili de l'histoire du club.

## Les clubs participants
- Colo Colo
- Universidad Católica
- CF Universidad de Chile
- Club de Deportes Iquique
- Club de Deportes Antofagasta
- Club Deportivo Huachipato
- Club Deportivo O'Higgins
- Provincial Curicó Unido - Promu de D2
- Unión Española
- Audax Italiano
- Club Deportivo Palestino
- CD San Luis de Quillota
- CD Santiago Wanderers
- CD Universidad de Concepción
- Deportivo Temuco
- CD Everton Viña del Mar

## Compétition
Le barème utilisé pour établir le classement est le suivant :
- Victoire : 3 points
- Match nul : 1 point
- Défaite : 0 point

### Classement
| Rang | Équipe                       | Pts | J  | G  | N | P  | Bp | Bc | Diff |
| ---- | ---------------------------- | --- | -- | -- | - | -- | -- | -- | ---- |
| 1    | Colo-Colo                    | 33  | 15 | 10 | 3 | 2  | 33 | 13 | +20  |
| 2    | Unión Española               | 31  | 15 | 9  | 4 | 2  | 18 | 12 | +6   |
| 3    | CF Universidad de ChileT     | 30  | 15 | 9  | 3 | 3  | 21 | 18 | +3   |
| 4    | CD Everton Viña del Mar      | 26  | 15 | 7  | 5 | 3  | 24 | 19 | +5   |
| 5    | Audax Italiano               | 25  | 15 | 7  | 4 | 4  | 24 | 19 | +5   |
| 6    | Deportivo Temuco             | 22  | 15 | 5  | 7 | 3  | 15 | 12 | +3   |
| 7    | Club de Deportes Antofagasta | 21  | 15 | 5  | 6 | 4  | 14 | 13 | +1   |
| 8    | Provincial Curicó UnidoP     | 18  | 15 | 5  | 3 | 7  | 11 | 14 | -3   |
| 9    | CD San Luis de Quillota      | 18  | 15 | 5  | 3 | 7  | 15 | 20 | -5   |
| 10   | CD Universidad de Concepción | 17  | 15 | 3  | 8 | 4  | 16 | 15 | +1   |
| 11   | Universidad Católica         | 16  | 15 | 4  | 4 | 7  | 17 | 19 | -2   |
| 12   | Club Deportivo Huachipato    | 16  | 15 | 5  | 1 | 9  | 11 | 17 | -6   |
| 13   | CD Santiago WanderersC       | 15  | 15 | 2  | 9 | 4  | 16 | 17 | -1   |
| 14   | Club Deportivo O'Higgins     | 15  | 15 | 4  | 3 | 8  | 15 | 24 | -9   |
| 15   | Club Deportivo Palestino     | 13  | 15 | 3  | 4 | 8  | 18 | 24 | -6   |
| 16   | Club de Deportes Iquique     | 9   | 15 | 2  | 3 | 10 | 8  | 20 | -12  |

|  | Qualification pour la Copa Libertadores 2018                                     |
|  | Qualification pour le barrage Libertadores/Sudamericana                          |
|  | Qualification pour la Copa Sudamericana 2018                                     |
|  | T : Tenant du titre C : Vainqueur de la Copa Chile P : Promu de Segunda Division |

- CF Universidad de Chile est déjà qualifié pour la Copa Libertadores 2018 en tant que vainqueur du tournoi de clôture 2017.

### BarrageLibertadores/Sudamericana
Le 2e du tournoi de transition affronte le 2e du tournoi de Clôture pour déterminer les deux clubs qualifiés en Copa Libertadores 2018 et Copa Sudamericana 2018. Comme c'est Colo-Colo, vainqueur du tournoi de transition et déjà assuré d'une place en Libertadores qui a fini deuxième du tournoi de Clôture, c'est le CD Universidad de Concepción, 3e du tournoi de Clôture qui prend sa place en barrage.
| 21 décembre 2017 | Unión Española    | 1 - 2 | CD Universidad de Concepción | Estadio Santa Laura-Universidad SEK, Santiago |                           |
| 20:00            | Berríos 22e (csc) |       | 4e Meneses · 72e Droguett    | Arbitrage : Roberto Tobar                     | Arbitrage : Roberto Tobar |

- Le CD Universidad de Concepción se qualifie pour la Copa Libertadores 2018, l'Unión Española obtient par conséquent son billet pour la Copa Sudamericana 2018.

### Classement cumulé
| Rang | Équipe                       | Pts   | J  | G | N | P | Bp | Bc | Diff |
| ---- | ---------------------------- | ----- | -- | - | - | - | -- | -- | ---- |
| 1    | Colo-Colo                    | 1.889 | 45 |   |   |   |    |    |      |
| 2    | CF Universidad de Chile      | 1.800 | 45 |   |   |   |    |    |      |
| 3    | Unión Española               | 1.778 | 45 |   |   |   |    |    |      |
| 4    | Universidad Católica         | 1.556 | 45 |   |   |   |    |    |      |
| 5    | Club Deportivo O'Higgins     | 1.400 | 45 |   |   |   |    |    |      |
| 6    | Audax Italiano               | 1.378 | 45 |   |   |   |    |    |      |
| 7    | CD Everton Viña del Mar      | 1.378 | 45 |   |   |   |    |    |      |
| 8    | Deportivo Temuco             | 1.333 | 45 |   |   |   |    |    |      |
| 9    | Club de Deportes Iquique     | 1.311 | 45 |   |   |   |    |    |      |
| 10   | Club de Deportes Antofagasta | 1.289 | 45 |   |   |   |    |    |      |
| 11   | CD San Luis de Quillota      | 1.267 | 45 |   |   |   |    |    |      |
| 12   | CD Universidad de Concepción | 1.222 | 45 |   |   |   |    |    |      |
| 13   | Provincial Curicó UnidoP     | 1.200 | 15 |   |   |   |    |    |      |
| 14   | Club Deportivo Huachipato    | 1.156 | 45 |   |   |   |    |    |      |
| 15   | Club Deportivo Palestino     | 1.066 | 45 |   |   |   |    |    |      |
| 16   | CD Santiago Wanderers        | 1.022 | 45 |   |   |   |    |    |      |

|  | Relégation en seconde division |
|  | P : Promu de Segunda Division  |

### Barrage de promotion
| Équipe 1             | Résultat      | Équipe 2              | Aller | Retour |
| -------------------- | ------------- | --------------------- | ----- | ------ |
| Unión La Calera (D2) | 1 - 1 5-4 tab | CD Santiago Wanderers | 0 - 1 | 1 - 0  |

L'Unión La Calera prend la place du CD Santiago Wanderers en première division.

## Bilan du tournoi
| Championnat du Chili de football 2017 |                                                    |
| Champion                              | Colo Colo (32e titre)                              |
| Coupes et trophées                    |                                                    |
| Vainqueur de la Coupe du Chili 2017   | CD Santiago Wanderers                              |
| Qualifications continentales          |                                                    |
| Copa Libertadores 2018                | Colo Colo                                          |
| Copa Libertadores 2018                | CD Universidad de Concepción                       |
| Copa Libertadores 2018                | CD Santiago Wanderers (vainqueur de la Copa Chile) |
| Copa Sudamericana 2018                | Unión Española                                     |
| Copa Sudamericana 2018                | CD Everton Viña del Mar                            |
| Copa Sudamericana 2018                | Audax Italiano                                     |
| Copa Sudamericana 2018                | Deportivo Temuco                                   |
| Promotions et relégations             |                                                    |
| Promus en Primera División            | Unión La Calera                                    |
| Relégués en Segunda División          | CD Santiago Wanderers                              |